# Лосев, Александр Вадимович
Александр Вадимович Лосев (род. 23 октября 2003, Челябинск) — российский хоккеист, нападающий.

## Биография
Начинал заниматься хоккеем в Челябинске («Белые медведи» и «Трактор»). В сезоне 2019/20 был в команде «Витязь» Подольск, в сезоне 2020/21 — в казанских командах «Смена» и «Волна». С 2021 года — в системе клуба КХЛ «Сочи», стал выступать в МХЛ за команду «Капитан». С сезона 2023/24 начал играть за команду ВХЛ «Ростов». В декабре 2023 года дебютировал в КХЛ, проведя два матча. С декабря 2024 года — игрок «Бурана».